# Плем'я
Пле́м'я (або плім'я) — тип  спільноти людей, що об'єднані спільним походженням, мовою, вірою і звичаями, історичний тип етнічної спільноти, стадія еволюції Етносу, що ґрунтується на родових взаєминах та суспільному поділі праці, які визначають розрізненість племен за територією, мовою, культурою, організацією життєдіяльності.

## Генеза
Родова спільнота є однією з кінцевих умов появи племені. Плем'я виникає одночасно з родом, бо екзогамність роду потребує постійних зв'язків хоча б між двома родовими колективами. Плем'я утворюється на основі родів, що мають спільне походження й ґрунтується, на кровноспоріднених зв'язках між його членами. Саме кровноспоріднений зв'язок, що об'єднав два чи кілька родів, перетворює їх на плем'я. Розвинуті племена мали племінне самоврядування, що складалося з племінної ради, військових та цивільних вождів.
Археологічно виникнення племені фіксують лише в мезоліті, коли закінчується його формування як соціальної та етнічної спільності.

## Риси
Характерними рисами раннього Племені є: наявність племінної території, відокремленої від території сусідніх племен умовними рубежами; певна економічна спільність і взаємодопомога співплеменців, що виражається, наприклад, у колективних полюваннях; єдині племінна мова, культура, племінна самосвідомість, традиції, самоназва тощо.
Плем'я утворюється на основі родів, що мають спільне походження і ґрунтується на кровноспоріднених зв'язках між його членами. Саме кровноспоріднений зв'язок, що об'єднав два чи кілька родів, перетворює їх на плем'я. Розвинені племена кінця доби первісного ладу мали племінне самоврядування, що складалося з племінної ради, війська, й цивільних вождів. Поступово в Племені розвивається майнове розшарування, виділяються багаті й бідні роди, з'являється племінна знать, зростає роль військового керівництва, що часто захоплює й цивільну владу в Племені.
На зміну Племені приходить нова форма етнічної спільності — нація і нова форма організації суспільства — держава.